# Nikola Benčić
Nikola Benčić (Nikolaus Bencsics) (Velika Narda, 12. listopada 1937.), akademik, č. sveuč. profesor, jezikoslovac, povjesničar, pedagog, hrvatski književnik, slavist, filolog, gradišćanski kroatist, povjesničar književnosti gradišćanskih Hrvata, peljajući stručnjak za literaturu i kulturu gradišćanskih Hrvatov. Živi u Željeznom.

## Životopis
Nikola Benčić rođen je u Velikoj Nardi 1937. godine. Školovao se u osnovnoj školi u Nardi. Obitelj mu je prisilno preseljena u Jászberény-Hajta-u. Od 1953. do 1956. godine pohađao je Južnoslavensku učiteljsku školu u Budimpešti. Doživio je revoluciju u Budimpešti. Otišao je u Austriju kada je 1957. godine maturirao u Gränu, u srednjoj školi za ugarske bjegunce.
Od 1957. do 1962. godine školuje se na sveučilišću u Beču. Završio je slavistiku i povijest. 1963. godine doktorirao je kao prvi Hrvat iz Gradišća na domaću temu: "Žitak, djelo i literaturna uloga Mate Meršića Miloradića". Od 1963. godine djeluje kao odgojitelj u biškupskom internatu u Željeznom i podučava na biškupskoj privatnoj učiteljskoj školi, kašnje muzičkopedagoškoj gimnaziji Wolfgarten. Podučava i na pedagoškoj akademiji u Željeznu. Od 1972. do 1976. godine vodi Hrvatsko štamparsko društvo kao predsjednik. Unutar Hrvatskoga štamparskoga društva utemeljio je Gradišćanskohrvatsku biblioteku, čiji je urednik, a unutar Znanstvenoga instituta ima istu ulogu u znanstvenom odboru Gradišćanskohrvatskih studijov ZIGH-a. U ljeto 1994. godine na njegov se poticaj konstituira Znanstveni institut Gradišćanskih Hrvatov čiji je motor i višeljetni odbornik. Od 1984. do 2007. godine lektor je za literaturu i kulturu gradišćanskih Hrvatov na slavistiki u Beču. Od 1983. godine dopisni je član Hrvatske akademije znanosti i umjetnosti u Zagrebu. Na narodnom sektoru angažirao se u Hrvatskom akademskom klubu. Kulturni je referent i suutemeljitelj časopisa Glas. Od 19. svibnja 1988. godine dopisni je član Razreda za filološke znanosti HAZU.
Benčićevo doba novih spoznaja mnogo je promijenilo sliku o gradišćanskim Hrvatima. Mnogo je pridonio poznavanju života i djela Mate M. Miloradića. Najkompetentniji je znanstvenik na području književnosti i kulturne povijesti gradišćanskih Hrvata (Alojz Jembrih, Andreja Sapunar Knežević). Djelom Gradišćanskohrvatsko narodno kazališće pridonio je i teatrologiji gradišćanskih Hrvata.
Predavao na Institutu za slavensku filologiju. Bio je mentor mnogim znanstvenicima na bečanskoj Slavistici. Autor i urednik je mnogobrojnih knjiga, studija i članaka. Član je Društva hrvatskih književnika u Zagrebu.
Bečko sveučilišće proglasilo ga je honorarnim sveučilišnim profesorom.

## Djela
Nepotpun popis:
- Novine i časopisi Gradišćanskih Hrvatov, Hrvatsko štamparsko društvo, Željezno, 1985.
- Književnost gradišćanskih Hrvata od XVI. stoljeća do 1921., Sekcija DHK i hrvatskoga centra P.E.N-a za proučavanje književnosti u hrvatskom iseljeništvu, Zagreb, 1998.
- Gradišćanskohrvatsko narodno kazališće = Das burgenländischkroatische Theaterwesen, Narodna Visoka Škola Gradišćanskih Hrvatov, Željezno, 1998.
- Književnost gradišćanskih Hrvata od 1921. do danas, Sekcija Društva hrvatskih književnika i Hrvatskog centra P.E.N-a za proučavanje književnosti u hrvatskom iseljeništvu, Zagreb, 2000. (2. proš. izd., Znanstveni institut Gradišćanskih Hrvatov, 2010.)[5]
- Kazališni peljač: gradišćanskohrvatske dramske književnosti, HNVŠ-Narodna visoka škola Gradišćanskih Hrvatov, Željezno, 2000.
- Gramatika gradišćanskohrvatskoga jezika, Znanstveni Institut Gradišćanskih Hrvatov, Željezno, 2003.
- Šopron: grad kulture i suradnje, Bibliotheca Historia Croatica, knj. 49, Meridijani, Samobor-Šopron, 2008.

## Nagrade i priznanja
- 1999.: Primio je Kulturnu nagradu gradišćanskih Hrvatov za angažman i djelo kao učitelj naroda, dužnosnik, jezikoslovac, publicist i istraživač.
- 2000.: Nagrada Fra Lucijan Kordić za Književnost gradišćanskih Hrvata od XVI. stoljeća do 1921.  i Književnost gradišćanskih Hrvata od 1921. do danas.
- 2013. godine, u čast 75. rođendana i 50. godišnjice znanstvenog rada Nikole Benčića, Hrvatski centar u Beču u suradnji s Hrvatskim akademskim klubom iz Beča te Hrvatskim kulturnim društvom iz Željeznog, Hrvatskom narodnom visokom školom, Hrvatskim štamparskim društvom i Znanstvenim institutom gradišćanskih Hrvata iz Gradišća organizirao je u Beču dvodnevni znanstveni skup.[2]

## Vanjske poveznice
- HAZU Nikola Benčić
- Društvo hrvatskih književnika  Arhivirana inačica izvorne stranice od 5. ožujka 2016. (Wayback Machine)
- Hrvatske novine  Arhivirana inačica izvorne stranice od 4. ožujka 2016. (Wayback Machine) Akademik Nikola Benčić navršio 75 ljet, 23. listopada 2013.